# Estadio Jorge „El Mágico” González
Estadio Jorge "El Mágico" González – wielofunkcyjny stadion w San Salvador, w Salwadorze, na którym rozgrywane są głównie mecze piłkarskie. Nazwany został imieniem najlepszego w historii salwadorskiego piłkarza Mágico Gonzáleza. Ssłuży jako domowa arena klubu Atlético Marte San Salvador. Stadion mieści 32 000 osób.